# 備前堀古笊田落

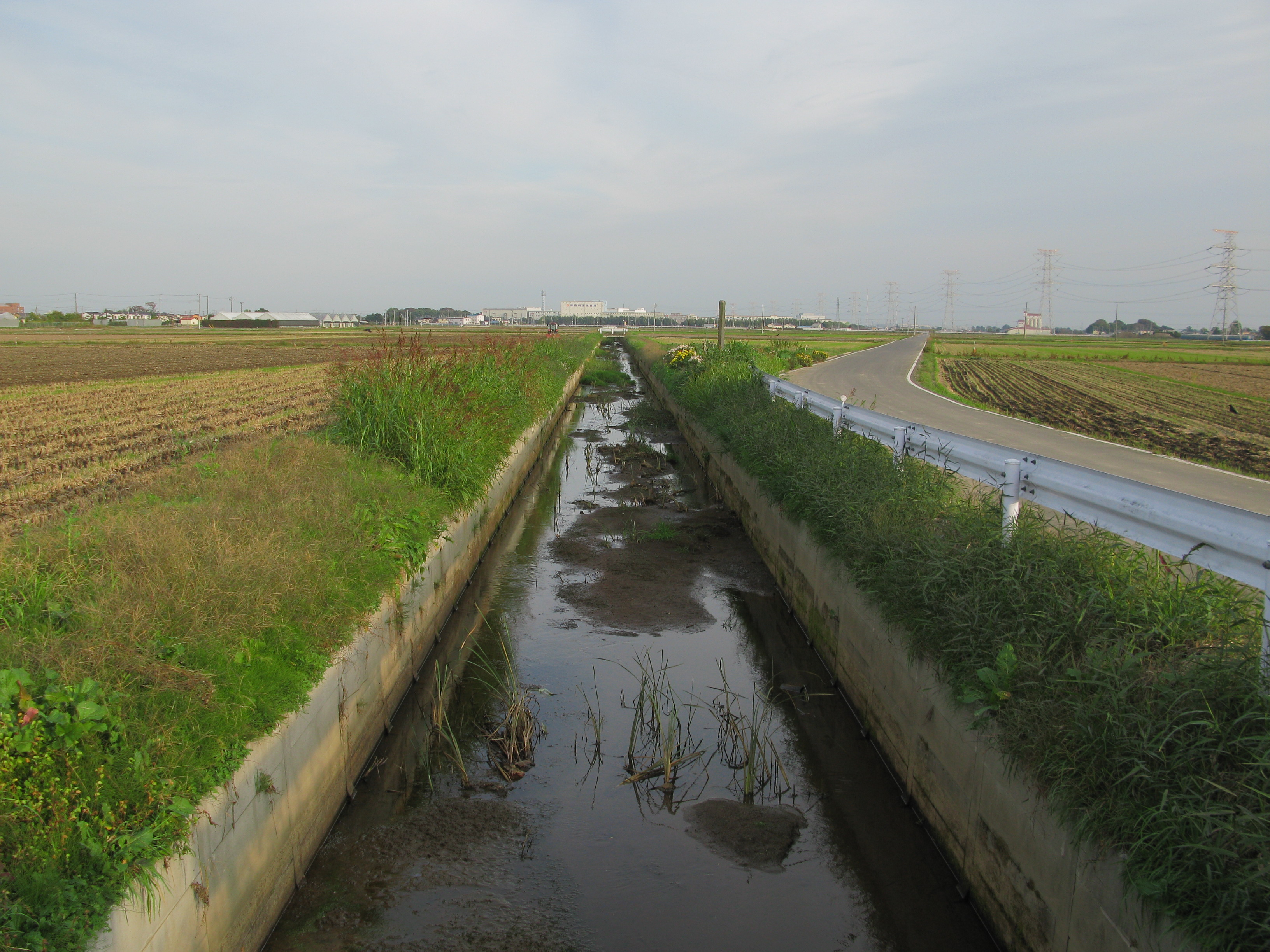
加須市下崎地区（2011年11月）

備前堀古笊田落（びぜんぼり こざるだおとし）は、埼玉県加須市（騎西地域）を流下する河川である。

## 概要
この備前堀古笊田落はこの名称の他、笊田落（ざるだおとし）・古笊田堀（こざるだぼり）とも称され、または単に古笊田落（こざるだおとし）とも称されている。古くには中ノ目村・戸室村・鴻茎村・芋茎村・割目村・中曽根村（現：北中曽根）・台村により管理されていた。整備された当初は、流末が現在の久喜市域に所在していた河原井沼（現在の久喜菖蒲工業団地周辺に該当）へと流入する流路となっていた。このため、今日では備前堀川として河川管理が行われている区間においても「笊田橋」や「古笊田堰」などの名称がみられる。
1728年（享保13年）に井沢弥惣兵衛為永によって河原井沼の新田開発が行われると、落口（沼への流入口）を締め切り、河原井沼北側の附廻堀として再整備し、流末は備前堀川へと繋がれた。この折に台村は水縁が無くなったため、組合（古笊田落の管理組合）から脱した。
今日の流域周辺は一部にて集落の周辺や工業団地の周辺を流下する他は、ほとんどの区間にて水田（一部では梨畑）などの農地となっている。

## 流路
- 水源：加須市上崎の水田など
- 加須市上崎の中央部付近より東南東に向かい流下する。内田ケ谷鴻巣線を東側へと横断し、約400m程流下したところで南南西へと流路を変え、加須市上崎・鴻巣市上会下（西側）と加須市下崎（東側）の境界を流下する。
- 約200m程流下した地点にて再び東南東へと流路を変え、加須市下崎の南部を流下する。
- 下崎・西ノ谷（北側）と中ノ目・戸室（南側）の境界をやや蛇行しながら、おおよそ東南東に向かい流下する。
- 戸室北部（騎西藤の台工業団地の南部）を東南東に流下する。この区間では北側に所在している調整池と接続する。
- 鴻茎の中央部をおおよそ東に向かい流下する。
- 鴻茎（北側）と芋茎（南側）の境界をおおよそ東へと流下し、牛重（北側）・鴻茎（西側および東側）・芋茎（南側）の境界にて北西方より流下してくる備前堀大英寺落と合流し、流末が備前堀川となり備前堀古笊田落は終点となる。
- 終点：備前堀川

## 橋梁

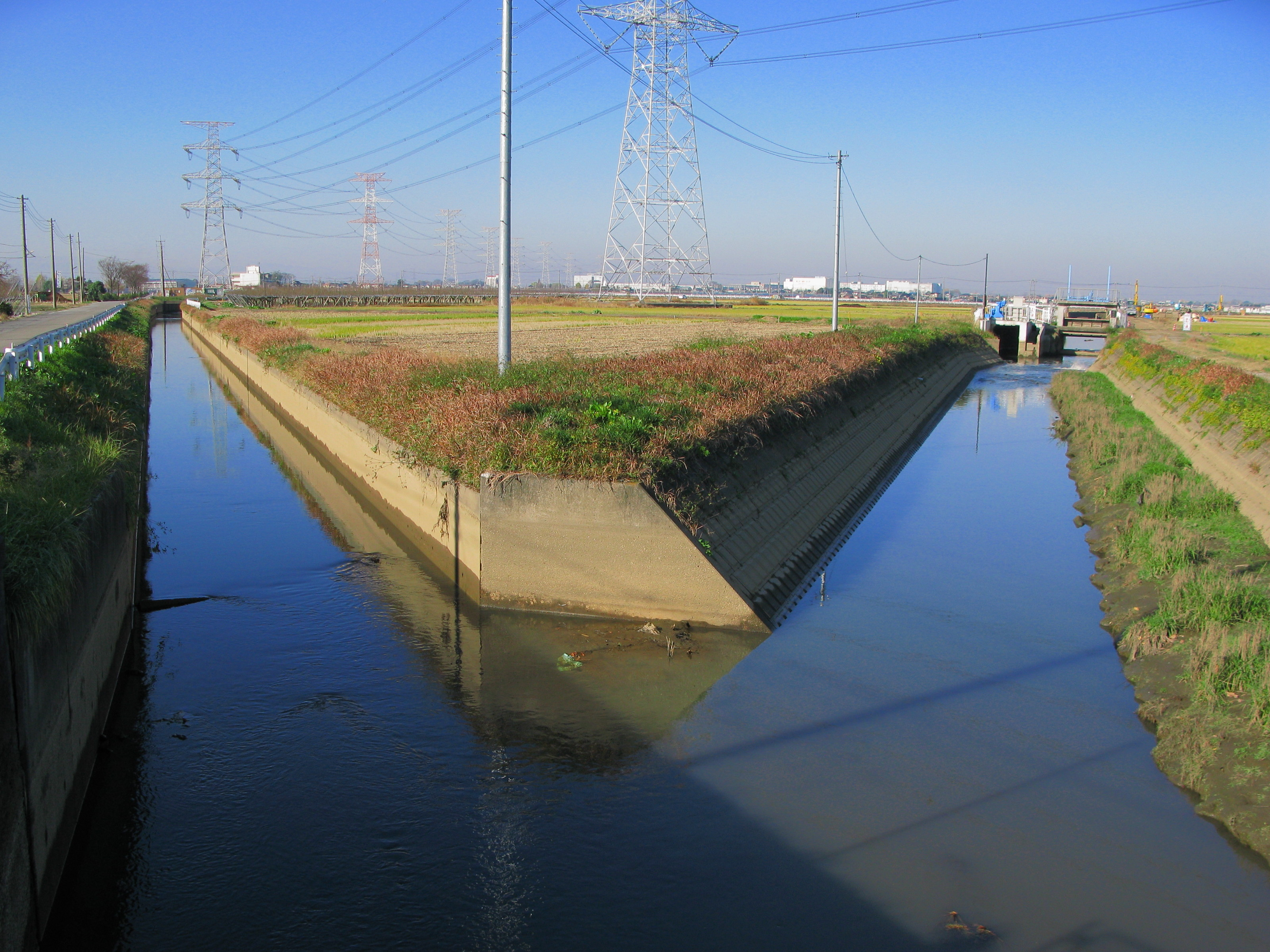
備前堀古笊田落（左）と
備前堀大英寺落（右）の合流点

- （埼玉県道308号内田ヶ谷鴻巣線）
- 笊田橋（埼玉県道38号加須鴻巣線）
- 西ノ谷橋
- 藤の台橋
- 戸室橋
- 藤の木橋
- （国道122号騎西菖蒲バイパス）
- 東門前橋
- （埼玉県道149号加須菖蒲線）

## 流域周辺所在の施設
- 騎西領中用水路
- ほくさい農業協同組合 カントリーエレベーター
- 騎西藤の台工業団地
- 調整池（騎西藤の台工業団地）
- 藤の木公園
- 加須市立鴻茎小学校